# Phragmidiaceae
Phragmidiaceae Corda – rodzina grzybów z rzędu rdzowców (Pucciniales).

## Systematyka
Pozycja w klasyfikacji według Index Fungorum
Phragmidiaceae, Pucciniales, Incertae sedis, Pucciniomycetes, Pucciniomycotina, Basidiomycota, Fungi.
Rodzaje
Według aktualizowanej klasyfikacji Index Fungorum bazującej na Dictionary of the Fungi do rodziny Phragmidiaceae należą rodzaje:
- Arthuriomyces Cummins & Y. Hirats. 1983
- Campanulospora Salazar-Yepes, Pardo-Card. & Buriticá 2007
- Frommeëlla Cummins & Y. Hirats. 1983
- Gerwasia Racib. 1909
- Gymnoconia Lagerh. 1894
- Hamaspora Körn. 1877
- Joerstadia Gjaerum & Cummins 1982
- Kuehneola Magnus 1898
- Morispora Salazar-Yepes, Pardo-Card. & Buriticá 2007
- Phragmidium Link 1816 – członik
- Physonema Lév. 1847
- Scutelliformis Salazar-Yepes, Pardo-Card. & Buriticá 2007
- Trachyspora Fuckel 1861
- Xenodochus Schltdl. 1826[2].

Nazwa polska na podstawie opracowania T. Majewskiego.